# Jessica Busato
Pas d'image ? Cliquez ici

a Compétitions nationales et continentales officielles uniquement.

b Matchs officiels uniquement.
Dernière mise à jour le 9 mars 2023.
Jessica Busato, née le 3 novembre 1993, est une joueuse internationale italienne de rugby à XV évoluant au poste de demi d'ouverture.

## Biographie
Jessica Busato naît le 3 novembre 1993. En 2023, elle joue pour le club de Villorba Rugby. Elle compte 9 sélections en équipe d'Italie quand elle est retenue pour disputer sous les couleurs de son pays le Tournoi des Six Nations.